# Nipke (album)
Nipke je debitantski studijski album slovenskega raperja Nipkeja, izdan 17. oktobra 2015 pri založbi Dravle Records. V pesmih »Kronik« in »Ogledalo« je vokale prispevala Senidah iz zasedbe Muff.
Junija 2015 je izšel uspešni singl »Všeč tko k je«. O tematiki pesmi je Nipke povedal: »Pojem o uspešnosti, vrednotah zadovoljstva in sreče, ki nam jih idealizirajo današnja družba in mediji, so standardi, ki nas zasužnjujejo.«

## Seznam pesmi
Vsa besedila je napisal Boštjan Nipič.
| Št. | Naslov                                         | Dolžina |
| --- | ---------------------------------------------- | ------- |
| 1.  | „Ta bit‟                                       | 4:07    |
| 2.  | „Internet Girl‟                                |         |
| 3.  | „Kronik‟ (feat. Senidah)                       | 4:40    |
| 4.  | „Všeč tko k je‟                                | 3:56    |
| 5.  | „Se obrnemo stran‟                             | 3:59    |
| 6.  | „Ona bi‟                                       | 3:12    |
| 7.  | „Ogledalo‟ (feat. Senidah)                     | 3:38    |
| 8.  | „Fancy‟                                        | 3:40    |
| 9.  | „EgoTrip Shop‟                                 | 2:59    |
| 10. | „Kaj je narobe‟                                | 3:25    |
| 11. | „Nipke Hollywood‟                              | 2:56    |
| 12. | „Cajt da‟ (izvaja Overdose)                    | 3:20    |
| 13. | „ ‟                                            |         |
| 14. | „Všeč tko k je‟ (Emiljo A.C. RMX, bonus pesem) | 4:41    |

## Zasedba
- Boštjan Nipič – Nipke — vokal
- Damjan Jović — produkcija
- Senidah — vokal (3, 7)
- Viljem Pregelj — bas kitara
- Leon Žunec — kitara
- Luka Radojlović — mastering
- Jani Hace — bas kitara
- Tim Kores – Kori — kitara